# Camelus dromedarius
El dromedario o camello arábigo (Camelus dromedarius) es una especie de mamífero artiodáctilo de la familia Camelidae. Es similar al camello bactriano (Camelus bactrianus), del que se diferencia por su pelaje generalmente más corto, cuerpo menos robusto y presencia de una giba en lugar de dos. No se reconocen subespecies.
Es la más alta de las tres especies de camello; los machos adultos suelen medir de 2,2 a 3,6 m a la altura de los hombros y pesar entre 400 y 690 kg, mientras que las hembras se quedan entre 1,7 y 1,9 m y pesan entre 300 y 540 kg.
Los rasgos distintivos de la especie son el cuello largo y curvado, el pecho estrecho, una sola joroba (frente a las dos del camello bactriano y el camello bactriano salvaje) y pelos largos en la garganta, los hombros y la joroba. El pelaje es generalmente de color marrón. La joroba, de 20 cm de altura o más, está formada por grasa unida por tejido fibroso.
Los dromedarios son principalmente activos durante las horas diurnas. Forman manadas de unos veinte individuos, lideradas por un macho dominante. Se alimentan de follaje y vegetación desértica; varias adaptaciones, como la capacidad de tolerar la pérdida de más del 30% de su contenido total de agua, le permiten prosperar en su hábitat desértico. El apareamiento se produce anualmente y alcanza su punto álgido en la estación de lluvias; las hembras paren una sola cría tras una gestación de quince meses.
El dromedario no se ha dado de forma natural en estado salvaje desde hace casi dos mil años. Probablemente fue domesticado por primera vez en la península arábiga hace unos cuatro mil años, o en Somalia, donde hay pinturas en Laas Geel que lo sitúan entre hace cinco mil y nueve mil años. En estado salvaje, el dromedario habitaba regiones áridas, incluido el Sáhara. El dromedario domesticado se encuentra generalmente en las regiones semiáridas a áridas del Viejo Mundo, principalmente en África y la península arábiga, y existe una importante población asilvestrada en Australia. Los productos del dromedario, incluida su carne y su leche, sirven de sustento a varias tribus norteafricanas; también se utiliza habitualmente para montar y como animal de carga.

## Etimología

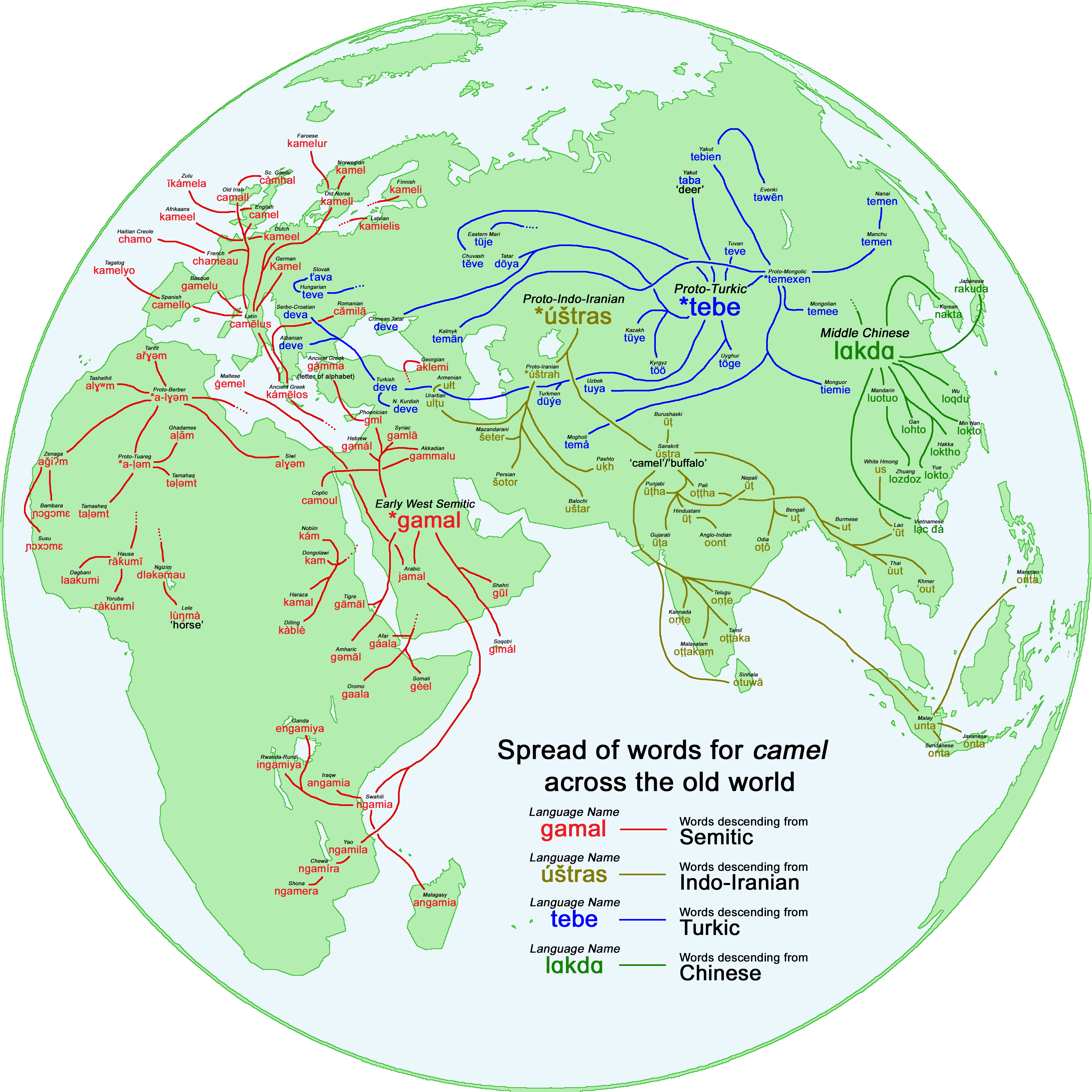
La palabra «camello» es un ejemplo clásico de wanderwort, una préstamo lingüístico que pasa de idioma en idioma recorriendo largas distancias. En el mapa la transmisión de 4 palabras para decir camello de origen semita (gamal), indoiranio (ustras), túrquico (tebe) y chino antiguo (lakda).

El término "dromedario" proviene del latín tardío dromedarius  de la palabra griega dromas, δρομάς (genitivo, dromados, δρομάδος), que significa "corredor",  usado en griego en la combinación δρομάς κάμηλος (dromas kamelos), literalmente "camello corredor", en referencia a su célebre velocidad (véase carrera de camellos). Esta palabra es tardía; por ejemplo el primer uso registrado en inglés de "dromedario" ocurre en el siglo XIV.
Por otra parte, la palabra "camello", que es más general y puede referirse al dromedario o al conespecífico bactriano, deriva de la palabra latina camelus, del griego kamēlos, que procedería de alguna antigua lengua semítica; compárese con el hebreo gāmāl o el árabe ǧamal. El nombre de la letra fenicia gamal (𐤂), de la que proviene la gamma griega (Γ) y la ce latina (C), significa «camello» por lo que en ocasiones se ha especulado que la letra representaba a este animal.

### Diferencia entre camello y dromedario
La palabra "dromedario" es un cultismo que se utiliza específicamente para el camello arábigo, mientras "camello" es la palabra coloquial usada para las tres especies existentes del género Camelus así como otras extintas. No obstante, en las definiciones de dromedario y de camello del Diccionario de la Real Academia Española se despoja al dromedario de la categoría de camello haciendo notar el número de jorobas; un academicismo que choca con la biología, la etimología y el uso popular.

## Taxonomía y clasificación

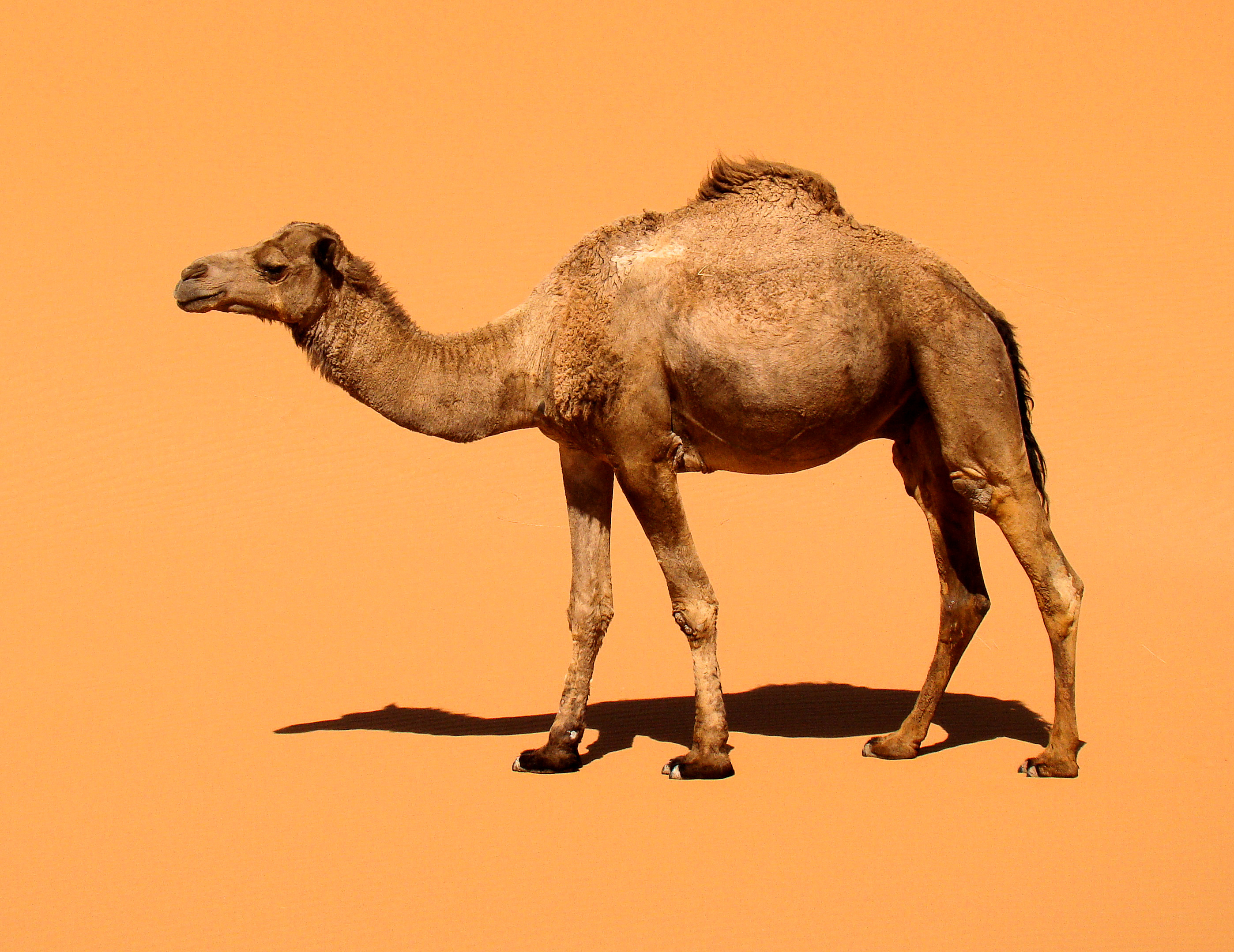
Camelus dromedarius en el sudeste de Marruecos

El dromedario comparte el género Camelus' con el camello bactriano (C. bactrianus) y el camello bactriano salvaje (C. ferus). El dromedario pertenece a la familia Camelidae. El filósofo de la antigua Grecia Aristóteles (siglo IV a.C.) fue el primero en describir las especies de Camelus. Nombró dos especies en su Historia de los animales; el camello árabe de una joroba y el camello bactriano de dos jorobas. El dromedario recibió su nombre binomial actual Camelus dromedarius por el zoólogo sueco Carl Linnaeus en su publicación de 1758 Systema Naturae. En 1927 el veterinario británico Arnold Leese clasificó a los dromedarios por sus hábitats básicos; los camellos de las colinas son animales pequeños, musculosos y eficientes bestias de carga; los camellos de las llanuras, de mayor tamaño, se dividen a su vez en camellos del desierto, que pueden soportar cargas ligeras y son aptos para la equitación, y camellos de río, animales lentos que pueden soportar cargas pesadas, y camellos intermedios entre estos dos tipos.
En 2007 Peng Cui de la Academia China de Ciencias y sus colegas llevaron a cabo un estudio filogenético de las relaciones evolutivas entre las dos tribus de Camelidae; Camelini - formada por las tres especies de Camelus (el estudio consideraba al camello bactriano salvaje como una subespecie del camello bactriano) - y Lamini, formada por la alpaca (Vicugna pacos), el guanaco (Lama guanicoe), la  llama (L. glama) y la  vicuña (V. vicugna). El estudio demostró que las dos tribus habían divergido hace 25 millones de años (principios del Mioceno), antes de lo que se estimaba anteriormente a partir de los fósiles norteamericanos.
El dromedario y el camello bactriano suelen cruzarse para producir descendencia fértil. En los lugares donde las áreas de distribución de ambas especies se solapan, como en el norte de Punjab, Persia y Afganistán, las diferencias fenotípicas entre ellas tienden a disminuir como resultado del extenso mestizaje. La fertilidad de su híbrido ha dado lugar a especulaciones de que el dromedario y el camello bactriano deberían fusionarse en una sola especie con dos variedades. Sin embargo, un análisis de 1994 del mitocondrial citocromo b gen mostró que las especies muestran un 10,3% de divergencia en sus secuencias.

## Características
Como su primo asiático, es un tilópodo sin cuernos, con los orificios nasales formando aberturas oblicuas, el labio superior es extensible dividido y movible por separado, el abdomen elevado y las patas largas y delgadas con pezuñas. Su anatomía muestra todo tipo de adaptaciones a la vida en los desiertos cálidos y arenosos donde vive: las rodillas y tobillos tienen callosidades que las hacen más resistentes al ardor de la arena cuando se sientan; sus pestañas largas y finas mantienen los ojos a salvo de que les entre arena y en la giba mantienen un depósito de grasa con el que pueden nutrirse e incluso generar agua si es necesario. Su capacidad de resistencia ante la deshidratación los ha hecho unos animales muy valiosos en el desierto. El dromedario puede llegar a beber hasta ciento cincuenta litros de agua en muy poco tiempo.

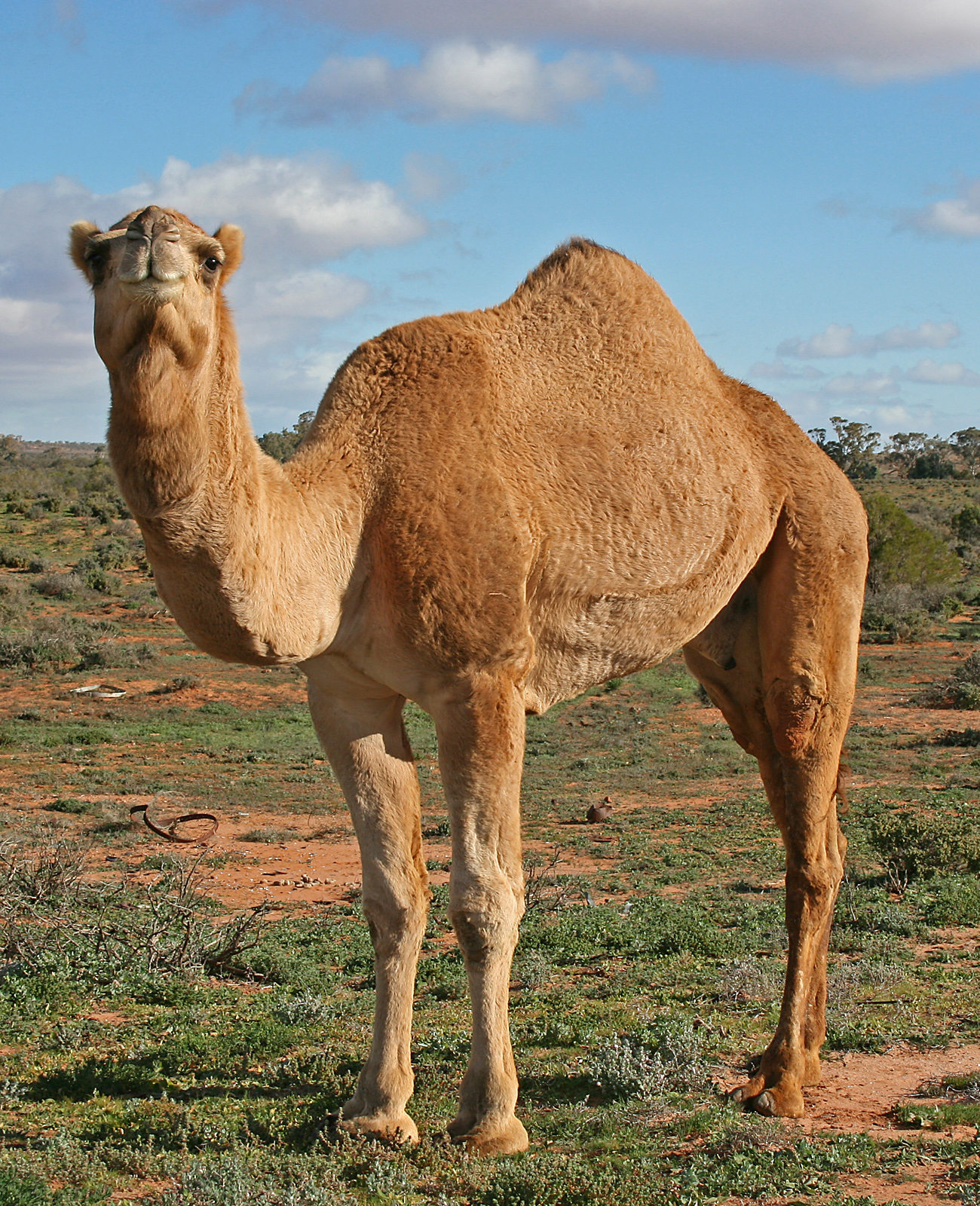
Dromedario

## Genética e híbridos
El dromedario tiene setenta y cuatro cromosomas diploides, al igual que otros camélidos. Los autosomas consisten en cinco pares de metacéntricos y Submetacéntricos de tamaño pequeño a mediano. El cromosoma X es el más grande del grupo metacéntrico y submetacéntrico. Hay treinta y un pares de acrocéntricos. El cariotipo del dromedario es similar al del camello bactriano.
La hibridación de camellos comenzó en el primer milenio antes de Cristo. Durante aproximadamente mil años, los camellos y dromedarios se han criado con éxito en regiones donde son simpátricos para formar híbridos con una joroba larga y ligeramente torcida o dos jorobas, una pequeña y otra grande. Estos híbridos son más grandes y fuertes que sus padres, pueden soportar cargas mayores. Un cruce entre una hembra híbrida de primera generación y un camello bactriano macho también puede producir un híbrido. Los híbridos de otras combinaciones tienden a ser malhumorados o pequeños.

## Evolución
El extinto Protylopus, que se dio en Norteamérica durante el Eoceno superior, es el camello más antiguo y pequeño que se conoce. Durante la transición del Plioceno al Pleistoceno, varios mamíferos se enfrentaron a la extinción. Este periodo marcó la exitosa radiación de la especie Camelus, que migró por el Estrecho de Bering y se dispersó ampliamente por Asia, Europa oriental y África. En el Pleistoceno, los antepasados del dromedario se encontraban en Oriente Medio y el norte de África.
El dromedario moderno probablemente evolucionó en las regiones más cálidas y áridas de Asia occidental a partir del camello bactriano, que a su vez estaba estrechamente emparentado con los primeros camellos del Viejo Mundo. Esta hipótesis se apoya en el hecho de que el feto del dromedario tiene dos jorobas, mientras que en el macho adulto un anterior vestigial joroba está presente. En Arabia Saudí, en la costa sur del Mar Rojo, se encontró una mandíbula de un dromedario que dató en el año 8200 a. C.
En 1975 Richard Bulliet de la Universidad de Columbia escribió que el dromedario existe en gran número en zonas de las que ha desaparecido el camello bactriano; lo contrario también es cierto en gran medida. Según él, esta sustitución pudo tener lugar debido a la gran dependencia de la leche, la carne y la lana del dromedario por parte de los nómadas sirios y árabes, mientras que los pueblos asiáticos domesticaron al camello bactriano pero no tuvieron que depender de sus productos.

## Distribución e historia

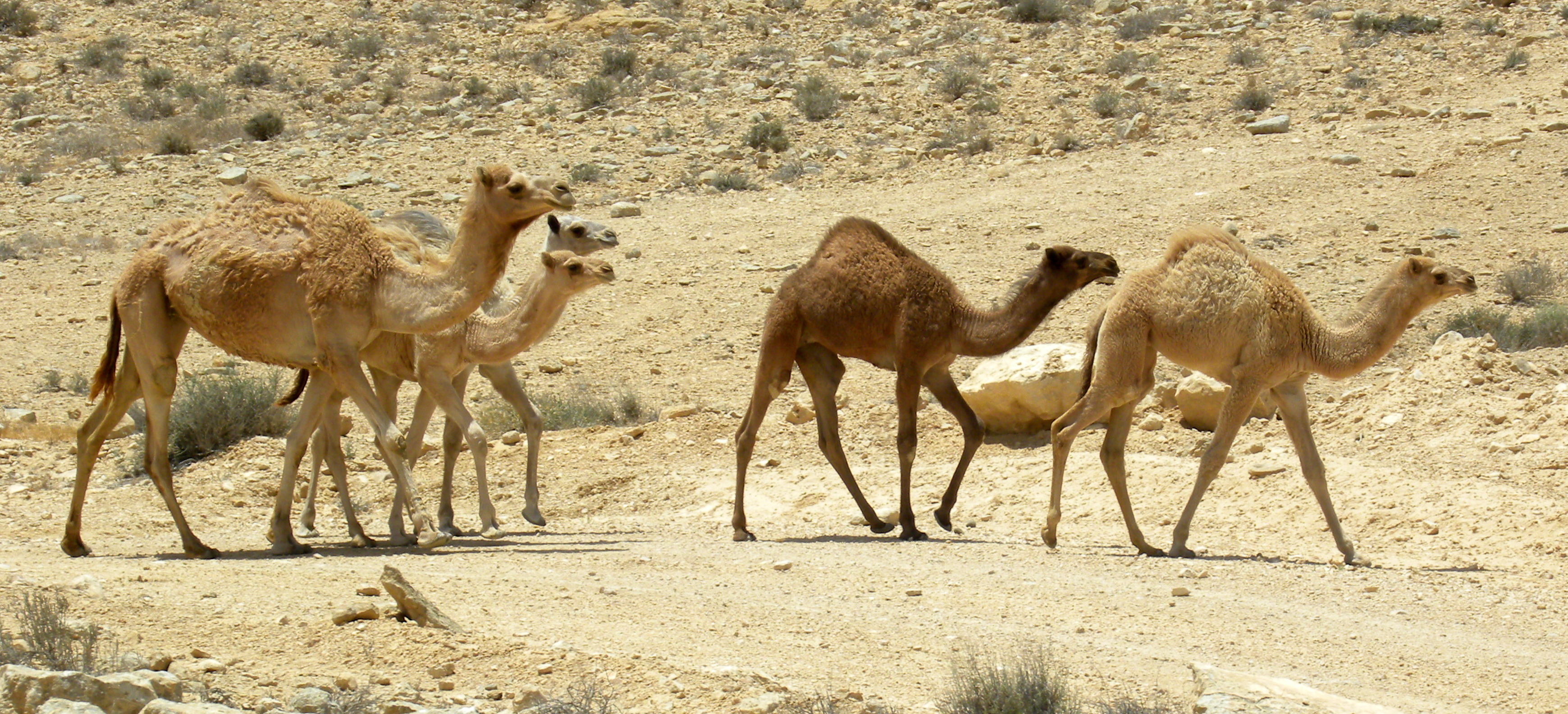
Cimarrones en el desierto del Néguev, Palestina.

Los dromedarios son originarios de la península arábiga, aunque han sido introducidos por el hombre en multitud de lugares y no son raros los casos en que estos animales han escapado y formado poblaciones semisalvajes. A modo de ejemplo se pueden citar los camellos del Sáhara, introducidos por primera vez en la época romana, y los de Australia, que llegaron allí durante las exploraciones inglesas del siglo XVIII, a partir de ejemplares transportados desde las Islas Canarias. El uso de este animal como motor de trabajo en las tareas agrícolas ha sido común en dicho archipiélago hasta la reciente industrialización, generándose términos propios como guelfo, para definir a la cría del dromedario.
En la Dinastía VI de Egipto está datado un grabado de Asuán, con la imagen de un dromedario y su jinete, lo que desmentiría la llegada de este animal al desierto del Sáhara procedente de Oriente en época cristiana.
Se preservan numerosas referencias literarias, epigráficas y papirológicas de la presencia de los dromedarii en los ejércitos romanos, y se estima que la primera unidad que contó con ellos se formó en época del emperador Trajano, aunque los propios romanos conocían su uso por parte de aliados y enemigos desde hacía mucho tiempo.

### Introducción en Australia

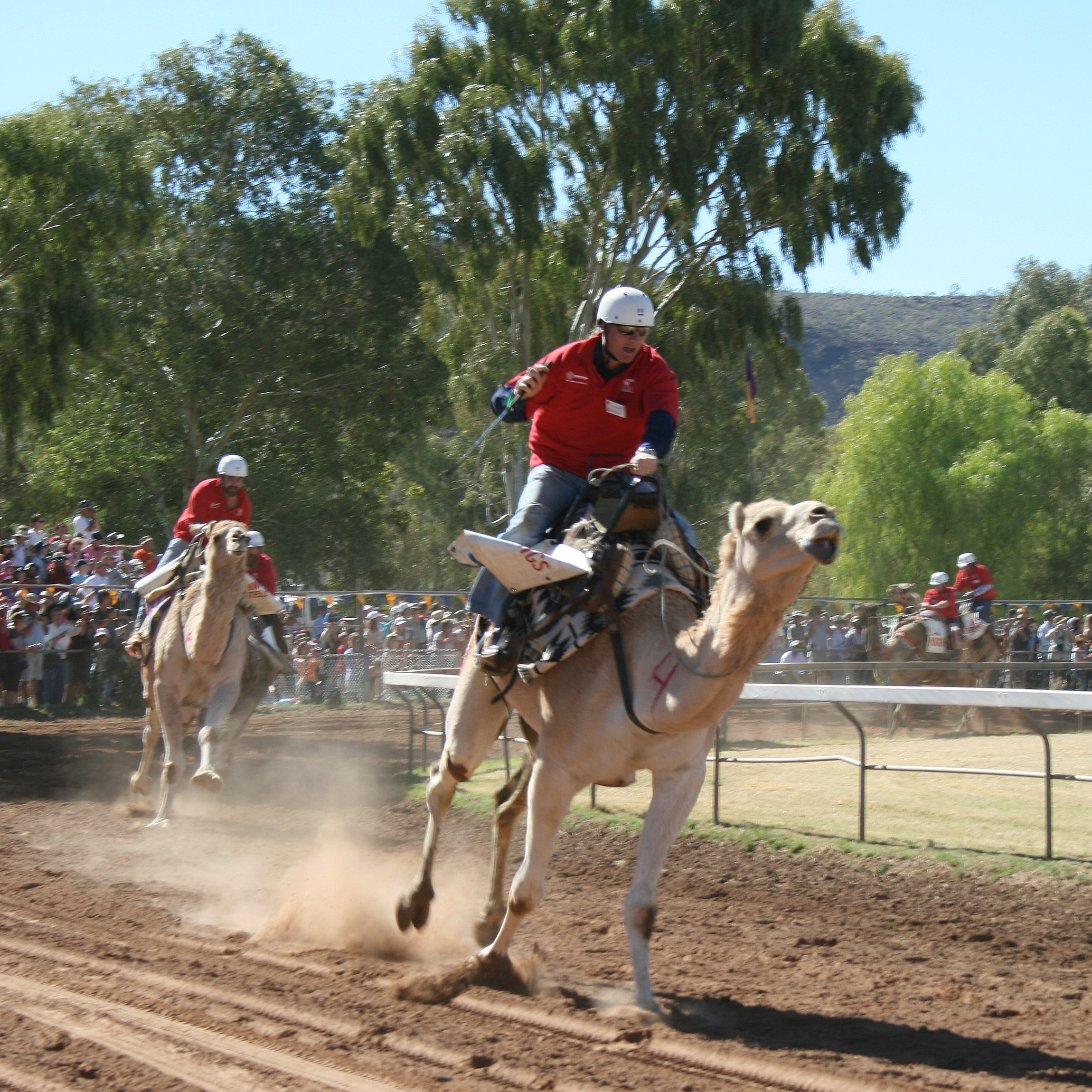
Foto de la Camel Cup 2009, una carrera de camellos anual que se organizaba en la ciudad australiana de Alice Springs.

El dromedario fue introducido por el hombre en Australia durante el siglo XIX.
La mayor parte de los ejemplares australianos provienen de las islas Canarias (Lanzarote y Fuerteventura), importados para funciones de transporte antes de la aparición del motor de combustión interna.
Con la aparición de camiones y automóviles en los años 1920 el dromedario perdió su lugar en la economía australiana y un gran número de ejemplares fueron abandonados en el desierto.
La población de dromedarios australianos se ha naturalizado y aumenta de manera geométrica, doblando su número cada ocho a doce años. En 2010 fuentes del gobierno australiano estimaban la población en un millón de cabezas.